# 세정제

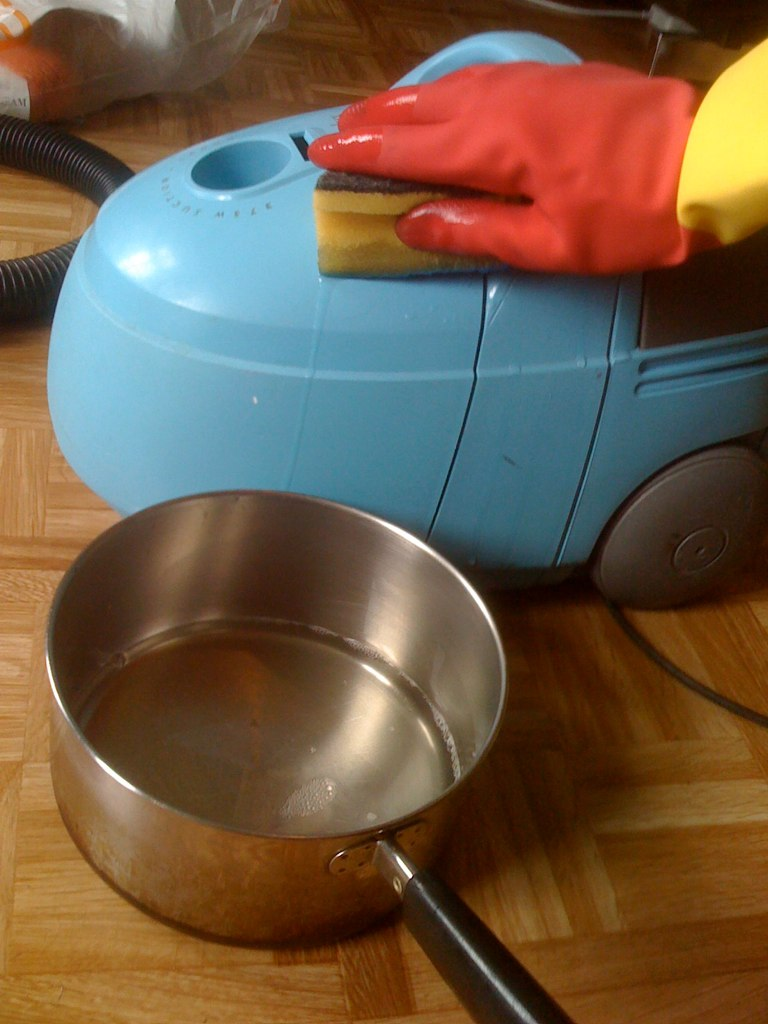

세정제(cleaning agent)는 표면의 먼지, 얼룩, 나쁜 냄새, 어수선한 부분을 포함한 더러운 물질을 제거하기 위해 사용되는 물질이다. 보통은 액체, 파우더, 스프레이, 과립형으로 구성된다. 세정제의 목적은 건강, 미용, 나쁜 냄새 제거, 더러운 물질과 오염 물질이 자신과 다른 사람에게 확산되는 것을 막기 위함이다. 일부 세정제는 세균을 죽이며 동시에 깨끗하게 만든다.

## 일반적인 세정제
- 아세트산
- 암모니아수
- 아질산염
- 표백제
- 붕사
- 이산화 탄소
- 시트르산
- 비누나 세제
- 탄산수소 나트륨
- 수산화 나트륨
- 차아염소산나트륨
- 과탄산소다
- 자일렌

## 같이 보기
- 소독
- 세탁 세제